# ボン・サンス
ボン・サンス（フランス語: bon sens）とは、ルネ・デカルトによる哲学において用いられていた概念であり、物事を正しく判断し、正しいことと間違ったことを分別する能力ということである。ボン・サンスは、この世の人々に最も公平に分け与えられているものであり、どのような人々も今の自身が持っている以上には欲しいとは思っていない。このことから我々の考えが多様となっているのは、ある人は他の人よりもより理性的であるからではなく、我々の考えというのは様々な方法で導かれていたり、同じ事柄を考えないようにしているということからということになる。人間というのはボン・サンスを持っているだけでは十分とは言えず、これを正しく用いるということが大切なのである。というのは、最も優れていると思われるボン・サンスを備えていると思われる人間ならば、最高の徳をなす能力とともに最大の悪徳をもなす能力があるし、かなりゆっくりと歩む者でも正しく歩み続けるならば、駆け足で正しい道から遠ざかっていく者より遥かによく前進することができるからである。